# Mamy Blue
Mamy Blue är en svensk thrillerfilm från 1999 i regi av Martin Lima de Faria, med manus av  Anette Skåhlberg. I rollerna ses Viveka Seldahl, Göran Engman med flera.

## Handling
Huvudpersonen, spelad av Viveka Seldahl, förlorar efter en bilolycka sin man och de barn hon väntat. Efter sex år kidnappar hon sedan två barn från en lekpark som hon hävdar vara hennes egna.

## Rollista i urval
- Viveka Seldahl - Lena
- Göran Engman - Torben
- Julia Dehnisch - Sara
- William Svedberg - Erik
- Kalle Thor	- matbudet
- Ann Petrén	- polisen
- Mikaela Ramel - modern
- Nasim Khodadadi - dottern
- Rachel Mohlin - sjukpersonal

## Produktionen
Filmen nekades stöd från Svenska filminstitutet men producenterna bestämde sig för att göra filmen ändå. Filmen fick dock relativt negativ kritik.